# Pseudogaurax sicarius
Pseudogaurax sicarius är en tvåvingeart som först beskrevs av Lamb 1937.  Pseudogaurax sicarius ingår i släktet Pseudogaurax och familjen fritflugor.
Artens utbredningsområde är Sierra Leone. Inga underarter finns listade i Catalogue of Life.